# (11656) Lipno
(11656) Lipno est un astéroïde de la ceinture principale.

## Description
(11656) Lipno est un astéroïde de la ceinture principale. Il fut découvert le 6 mars 1997 à l'Observatoire Kleť par Miloš Tichý et Zdeněk Moravec. Il présente une orbite caractérisée par un demi-grand axe de 3,22 UA, une excentricité de 0,07 et une inclinaison de 4,0° par rapport à l'écliptique.

## Compléments